# Icefrosting
Icefrosting je podklad pro jedlý tisk, který se používá na dekoraci cukrářských výrobků, především slavnostních dortů.
Lze ho ohýbat, je velmi pružný, ale není vhodný pro modelaci. Je nejtenčím jedlým podkladem, díky své sytě bílé barvě ale neprosvítá. Jeho povrch připomíná malířské plátno. Umožňuje vysokou kvalitu tisku a realistické rozlišení s detaily. Je sladký, hodí se na dekoraci všech typů dortů a zákusků. Je o něco menší než formát A4 (27 × 19 cm).
Obsahuje cukr, kukuřičný škrob, rýžovou moučku, arabskou gumu, glukózu, vanilkové aroma, E435.

## Použití
Nejprve se list icefrostingu opatrně sloupne z fólie. K přilepení na výrobek se použije jedlé lepidlo, kterým se potře výrobek – nikoli icefrosting; poté se na něj list opatrně položí a lehce vyhladí. Je třeba se vyvarovat přímého kontaktu s tekutinou, rozpustil by se. Icefrosting také odpuzuje decorgel, nelze ho jím potírat.

## Alternativní jedlé tisky
- Jedlý papír
- Fondánový papír
- Decor papír
- Chocodecor